# Fembra Morta (Castellolí)
La Fembra Morta és una muntanya de 685 metres que es troba entre els municipis de Castellolí i Piera, a la comarca de l'Anoia.